# Gustave Waffelaert
Gustave Joseph Waffelaert (Rollegem, 27 août 1847 – Bruges, 18 décembre 1931) est un évêque belge. Il a été ordonné prêtre en 1870. De 1895 à sa mort en 1931, il est évêque de Bruges.

## Succession apostolique
Gustave Waffelaert a ordonné les évêques suivants :
- Évêque Émile-Jean Seghers (1917)
- Évêque Henricus Lamiroy (1929)
- Évêque Édouard Louis Antoine Leys, M. Afr. (1930)